# Астерикс и Обеликс против Цезара
Астерикс и Обеликс против Цезара (фр. Astérix et Obélix contre César) француска је филмска комедија из 1999. године. Режију потписује Клод Зиди, по сценарију Жерара Лозјеа. Темељи се на франшизи Астерикс Ренеа Госинија и Албера Идерзоа. Први је играни филм у овој франшизи. Обједињује неколико заплета из стрипова о Астериксу, са бројним преузетим шалама и референцама.
У време приказивања, био је најскупљи француски филм. Остварио је комерцијални успех, а прати га филм Астерикс и Обеликс: Мисија Клеопатра (2002).

## Радња
Малено галско село, једино место које још увек одолева моћном Римском царству у великој је опасности. Када римски сакупљач пореза Клаудиус Инкороптус не добије новац од гала, Гај Јулије Цезар лично долази како би пронашао разлоге због којих то малено село још увек одолева његовом царству.
Римљани увиђају да је кључ њихове победе отмица друида који спрема чаробни напитак који даје Галима невероватну снагу, а поготово моћном Обеликсу, који је као мали пао у котао с напитком, што га је учинило несавладивим. Гали убрзо остају без састојака потребних за справљање напитка док се римски обруч све више стеже.

## Улоге
| Глумац           | Улога            |
| ---------------- | ---------------- |
| Кристијан Клавје | Астерикс         |
| Жерар Депардје   | Обеликс          |
| Готфрид Џон      | Гај Јулије Цезар |